# لأجل الاخوة النسر
لأجل الاخوة النسر (بالكورية: 독수리 5형제를 부탁해!) هو مسلسل تلفزيوني كوري جنوبي، من بطولة أوم جي وون، آهن جاي ووك، لي بيل مو، تشوي داي تشول، كيم دونغ وان، يون بارك، لي سوك جي، يو إن يونغ. عرض على قناة كي بي إس 2 من 1 فبراير الى 3 اغسطس 2025، بث كل يومي السبت والاحد في الساعة 20:00 (KST).

## القصة
تبدأ أحداث المسلسل عندما يجتمع الإخوة الخمسة، ولكل منهم قصته الخاصة، في منزل واحد مع زوجة اخيهم الاكبر أوه جانج سو بعد ان وفاته في حادث.

## طاقم

### رئيسي
- أوم جي وون في دور ما غوانغ سوك[3]

رئيسة قسم في مكتب بريد شيوان، وهي أرملة.
- آهن جاي-ووك في دور هان دونغ-سيوك[3]

رئيس مجلس إدارة فندق LX.
- تشوي داي تشول في دور أوه تشون سو[4]

الابن الثاني لمصنع النسر للبيرة.
- كيم دونغ وان في دور أوه هيونج سو[4]

الابن الثالث لمصنع النسر للبيرة.
- يون بارك في دور أوه بوم سو[4]

الابن الرابع لمصنع النسر للبيرة.
- لي سيوك-جي في دور اوه كانغ-سو[4]

الابن الأصغر لمصنع النسر للبيرة.

### داعم
- لي بيل-مو في دور أوه جانج سو[4]

الابن الأكبر لمصنع الجعة النسر.
- بارك جون جيوك في دور غونغ جو سيل[5]

والدة جوانج سوك.
- كيم جون باي في دور كو جا دونج[5]

مدير مصنع ايجل للبيرة.
- تشوي بيونغ-مو في دور دوكجو تاك[5]

مؤسس شركة سيلا للخمور.
- باي هاي سون في دور جانج مي آي[5]

زوجة تاك.
- بارك هيو جو في دور مون مي سون[6]

صاحبة محل بقالة.
- يو إن يونغ في دور جي جوك بون [6]

مديرة جي-هير، إحدى العلامات التجارية الرائدة في مجال مستحضرات التجميل الكورية.
- كيم سونغ يون في دور هان بوم[6]

ابنة دونغ سوك.
- شين سول كي في دور جو سي ري[6]

ابنة تاك.
- يون جون وون في دور هان كيول[7]

ابن دونج سوك.
- تشوي يون يونج في دور نا يونغ إيون

## المشاهدات
وفقا لنيلسن، حققت الحلقة الثامنة متوسط تقييم 19.3% حوالي 3.5 مليون مشاهدة. وصلت الحلقة الثامنة عشرة نسبة 21.1% بحوالي 3.8 مليون مشاهد قد شاهد الحلقة.

## الإنتاج
هي الدراما العائلية لقناة كي بي إس المستمرة، من تأليف غو هيون-سوك وإخراج تشوي سانغ-هيول، ومن تخطيط قسم الدراما كي بي اس وإنتاج شركة دي كي إي إند إم.
في 30 مايو 2025 ، أعلن عن تمديد المسلسل 4 حلقات اضافية، وسينتهي بمجموع 54 حلقة.

## روابط خارجية
- الموقع الرسمي
 (بالكورية)
- لإجل الأخوة النسر على موقع IMDb (الإنجليزية)
- لإجل الأخوة النسر على موقع قاعدة بيانات الفيلم (الإنجليزية)
- لأجل الاخوة النسر على هانسينما